# جاكوب دايفيد هوب
جاكوب دايفيد هوب (بالإنجليزية: Jacob David Hoppe)‏ هو صحفي أمريكي، ولد في 1813، وتوفي في 1853.